# Martynowka (obwód samarski)
Martynowka (ros. Мартыновка) – osiedle w Rosji, w obwodzie samarskim, w rejonie pochwistniewskim. W 2010 liczyło 113 mieszkańców.